# Krzykosy (gemeente)
De gemeente Krzykosy is een landgemeente in het Poolse woiwodschap Groot-Polen, in powiat Średzki (Groot-Polen).
De zetel van de gemeente is in Krzykosy.
Op 30 juni 2004 telde de gemeente 6460 inwoners.

## Oppervlakte gegevens
In 2002 bedroeg de totale oppervlakte van gemeente Krzykosy 110,46 km², waarvan:
- agrarisch gebied: 63%
- bossen: 28%

De gemeente beslaat 17,73% van de totale oppervlakte van de powiat.

## Demografie
Stand op 30 juni 2004:
| Omschrijving                   | Totaal | Totaal | Vrouwen | Vrouwen | Mannen | Mannen |
| ------------------------------ | ------ | ------ | ------- | ------- | ------ | ------ |
| eenheid                        | aantal | %      | aantal  | %       | aantal | %      |
| inwoners                       | 6460   | 100    | 3266    | 50,6    | 3194   | 49,4   |
| bevolkingsdichtheid (inw./km²) | 58,5   | 58,5   | 29,6    | 29,6    | 28,9   | 28,9   |

In 2002 bedroeg het gemiddelde inkomen per inwoner 1268,62 zł.

## Administratieve plaatsen (sołectwo)
Garby, Krzykosy, Miąskowo, Młodzikowo, Młodzikówko, Murzynowo Leśne, Pięczkowo, Solec, Sulęcin, Sulęcinek, Wiosna, Witowo.

## Overige plaatsen
Antonin, Baba, Bogusławki, Borowo, Bronisław, Kaźmierki, Lubrze, Małoszki, Młodzikowice, Murzynowiec Leśny, Murzynówko, Przymiarki, Wiktorowo, Wygranka.

## Aangrenzende gemeenten
Książ Wielkopolski, Miłosław, Nowe Miasto nad Wartą, Środa Wielkopolska, Zaniemyśl